# Lymantria arete
Lymantria arete este o specie de molii din genul Lymantria, familia Lymantriidae, descrisă de Fawcett 1915 Conform Catalogue of Life specia Lymantria arete nu are subspecii cunoscute.